# Hanahan
Pour le biologiste, voir Douglas Hanahan.
La ville de Hanahan est située dans le comté de Berkeley, dans l’État de Caroline du Sud, aux États-Unis. Sa population s’élevait à 17 997 habitants lors du recensement de 2010, estimée à 23 439 habitants en 2016.

## Démographie
| 1980   | 1990   | 2000   | 2010   | - | - |
| ------ | ------ | ------ | ------ | - | - |
| 13 224 | 13 176 | 12 937 | 17 997 | - | - |

## Source
- (en) Cet article est partiellement ou en totalité issu de l’article de Wikipédia en anglais intitulé « Hanahan, South Carolina » (voir la liste des auteurs).